# Bonaventura Porta
Bonaventura Porta (Castelmassa, 1866. október 21. – Pesaro, 1952. december 15.) a Pesarói egyházmegye püspöke.

## Élete
Porta 1866-ban született Castelmassában, a lodiói szemináriumban tanult. 1890-ben szentelték pappá. 1917-től 1952-ig volt Pesaro püspöke.